# Zwalisko
Das Zwalisko, auch Wieczorny Zamek (deutsch: Abendburg, schlesisch Oabendburg) ist ein 1047 m hoher Berg im schlesischen Teil des Isergebirges in Polen. Das Zwalisko ist einer der höchsten Berg des Isergebirges im Osten des Hohen Iserkamms und liegt an der Gemeindegrenze Szklarska Poręba und Stara Kamienica.

## Beschreibung
Der Gipfel ist fast vollständig mit Nadelwald bewachsen. Es gibt jedoch mehrere Felsformationen, von denen der Wieczorny Zamek (deutsch: Abendburgfelsen), die bekannteste ist. Einige km vom Gipfel verläuft die polnisch-tschechische Grenze. Über den Gipfel führt der Sudeten-Hauptwanderweg sowie ein grün markierter Wanderweg von dem Pass Rozdroże Izerskie bis nach Jakuszyce sowie ein blau markierter Wanderweg von Szklarska Poręba über Rozdroże pod Cichą Równią nach Świeradów-Zdrój. Bereits im Mittelalter suchten die Walen an seinen Hängen nach Edelmetallen. Es sind Goldstollen erhalten.